# Niğde (provincie)
Niğdská provincie je tureckou provincií, nachází se ve střední Anatolii. Rozloha provincie činí 7 318 km2, v roce 2000 zde žilo 348 081 obyvatel. Hlavním městem provincie je Niğde.

## Administrativní členění
Niğdská provincie se administrativně člení na 6 distriktů:
- Niğde
- Altunhisar
- Bor
- Çamardı
- Çiftlik
- Ulukışla